# Кутопъёган (приток Оби)
Кутопъёган (также Кутоп-Юган, Еръяха) — река в Надымском районе Ямало-Ненецкого автономного округа. Устье находится в 63 км по правому берегу Оби (Надымская Обь), у посёлка Кутопьюган. Длина реки 64 км, в 39 км по левому берегу впадает приток Танютеллаяха.

## Данные водного реестра
По данным государственного водного реестра России относится к Нижнеобскому бассейновому округу, водохозяйственный участок реки — Обь от города Салехард и до устья, речной подбассейн реки — бассейны притоков Оби ниже впадения Северной Сосьвы. Речной бассейн реки — (Нижняя) Обь от впадения Иртыша.
Код объекта в государственном водном реестре — 15020300212115300035439.